# Полоцкое гетто
По́лоцкое гетто — еврейское гетто, существовавшее с августа 1941 до конца 1941 года как место принудительного переселения евреев города Полоцка и близлежащих населённых пунктов в процессе преследования и уничтожения евреев во время оккупации территории Белоруссии войсками нацистской Германии в период Второй мировой войны.

## Оккупация Полоцка
В 1939 году, согласно переписи населения, в Полоцке проживало 6464 еврея, составлявших 21,85 % от общей численности жителей. Численность еврейского населения накануне Великой Отечественной войны точно не установлена, но, по некоторым данным, составляла 10-12 тысяч человек. Вторжение войск Германии на территорию СССР побудило часть евреев эвакуироваться на восток страны, а некоторое количество мужчин призвали в Красную армию.
В ходе сражения за Полоцк, начиная с 3 июля 1941 года, город бомбила немецкая авиация, поэтому многие горожане разъехались по ближним деревням. Части 3 танковой группы Гота совместно с силами 51-го моторизованного корпуса и 16-й армии вермахта заняли Полоцк 16 июля 1941 года. Оккупация продлилась 3 года — до 4 июля 1944 года.
Вначале город находился в так называемой зоне боевых действий, но уже к концу июля 1941 года отошёл в административное подчинение к штабу тыла группы армий «Центр». Власть в городе принадлежала местной комендатуре (Ortskommandantur 1/262) и полевой комендатуре (Feldskommandantur 815), при главенстве последней. Полевая комендатура в июле 1942 года была перемещена в Витебск. Территория Полоцка находилась в зоне действия 201-й охранной дивизии.

## Перед созданием гетто
С первых же дней оккупации немцы организовали регистрацию населения, целью которой совершенно не являлись статистические данные. Нацистам требовалась полная информация о еврейском населении Полоцка для составления расстрельных списков. Немцы очень серьёзно относились к возможности еврейского сопротивления, и поэтому в первую очередь убивали в гетто или ещё до его создания евреев-мужчин в возрасте от 15 до 50 лет — несмотря на экономическую нецелесообразность, так как это были самые трудоспособные узники. По этой причине евреев делили на категории. К первой причислялись люди, подлежавшие немедленной ликвидации — способные организовать сопротивление или активно участвовать в антифашистской борьбе (бывшие руководители предприятий, идеологические работники, интеллигенция, молодые и сильные мужчины).
В Полоцке элиту еврейского и белорусского населения уничтожали вместе: «…Расследованием установлено, что немцы арестовали, замучили и убили в г. Полоцке свыше 200 человек научных работников и советских деятелей». Количество казнённых евреев неизвестно, кроме двух учительниц — Тимоховой Гени Исааковны и Зингер Софии Наумовны.
Оккупанты, пользуясь полным беззаконием, ввели целый ряд ограничений для евреев. Всех, кроме стариков и детей, принуждали к тяжёлому физическому труду (расчистка города от руин, уборка улиц, заготовка дров). Евреев под страхом смерти обязали носить на одежде шестиконечные жёлтые нашивки, им было запрещено менять место жительства и торговать.
Сразу после оккупации немцы начали проводить «акции» (таким эвфемизмом нацисты называли организованные ими массовые убийства) по уничтожению евреев. Один из таких массовых расстрелов произошёл 11 декабря 1941 года. Всего в 1941 году были убиты минимум 400 полоцких евреев.

## Создание гетто
Реализуя нацистскую программу уничтожения евреев, немцы создавали гетто почти во всех городах и населённых пунктах Беларуси, где проживало еврейское население. Так и в Полоцке оккупанты в начале августа 1941 года организовали гетто в центре города.
Территория гетто занимала 11 кварталов города в районе улиц Войкова, Гоголевской, Интернациональной (бывшая Еврейская), Коммунистической, Пролетарской, Сакко и Ванцетти, Свердлова и Республиканской. Гетто было «закрытого типа» — огорожено колючей проволокой и охранялось белорусскими полицаями. На территории гетто располагались здания амбулатории, банно-прачечного комбината, электростанции, школы № 12, синагоги, почты и др. Со стороны Гоголевской улицы имелась надпись «Гетто», а в нескольких местах — предупреждения о том, что вход неевреям запрещён (нем. «Eintritt nicht juden verboten»).

## Условия в гетто
Первые же дни существования гетто отмечены грабежами нацистов, силой отбиравших драгоценности, золото, серебро и жестоко избивавших при этом свои жертвы (например, у узниц Алединой и Гиндлиной).
Жили узники в страшной тесноте — по 10-15 семей в каждом доме. Выходить за территорию гетто запрещалось. Всех использовали на принудительных работах.
Дата появления юденрата в Полоцке не установлена, известно только, что он существовал. Руководителем юденрата был Абрам Шерман, бывший столяр, назначенный немцами «старостой». Обязанности заместителя старосты выполнял Апкин, работавший до войны в мастерской по ремонту велосипедов. Шермана расстреляли одним из первых.

## Уничтожение гетто
В августе 1941 года на полигоне, расположенном на расстоянии одного километра северо-восточнее Спасского монастыря, состоялась массовая казнь евреев. Перед расстрелом палачи заставили евреев вырыть ямы, после чего принуждали раздеваться и убивали. Детей закапывали живыми. Количество погибших до сих пор неизвестно.
Примерно через месяц после появления гетто, 15 сентября 1941 года, большую часть его узников перегнали в новое гетто в посёлке Боровуха-2 за северной чертой Полоцка, на территорию кирпичного завода.
Дата убийства последних евреев в Полоцке не установлена. В гетто в Боровухе-2 последних евреев убили 3 февраля 1942 года.
Примерное число погибших евреев Полоцка и окружающих территорий составляет 7-8 тысяч.
С целью сокрытия следов преступлений и выполняя приказ Гиммлера, оккупанты в 1943 году вскрывали могилы и сжигали тела полоцких евреев. Эти варварские действия проводили подразделения специально созданной для этого зондеркоманды-1005.

## Случаи спасения евреев
Бежать из гетто было возможно — но бежать и прятаться было практически некуда и негде.
По данным секретаря Полоцкого райкома КП(б)Б Новикова, к сентябрю 1942 года в Полоцке в живых осталось 4 еврейские семьи.
Количество спасшихся евреев Полоцка не установлено, известны лишь единичные случаи. Пытавшегося бежать с места расстрела в 1941 году еврейского мальчика схватили и перед смертью отрубили ему руки. 11 еврейских детей были спасены в полоцком детском доме.

## Память
В 1965 году на пересечении улиц Евфросиньи Полоцкой и Космонавтов установлен памятник жертвам фашизма. На обелиске нет надписи о погибших евреях, потому что расстреливали здесь и белорусов. На Юбилейной улице в 1966 году сооружён памятник четырём уничтоженным еврейским семьям. Памятный знак возле военного городка Боровуха установлен в 1995 году и отреставрирован в 2001 году, когда была сооружена лестница, идущая к братской могиле. В 2016 году установлен памятник у Боровухи-2.
Опубликованы фрагментарные списки евреев, убитых в Полоцке.